# گروه ورزشی فونتیناس
گروه ورزشی فونتیناس (به پرتغالی: Grupo Desportivo das Fontinhas) یک باشگاه ورزشی پرتغالی از فونتیناس، پرایا دا ویتوریا است.